# Bernd Scheelen
Bernd Scheelen (* 7. Januar 1948 in Hamburg) ist ein in Krefeld lebender deutscher Politiker der (SPD).

## Leben und Beruf
Nach dem Abitur am Gymnasium am Moltkeplatz in Krefeld war Scheelen vier Jahre Soldat auf Zeit bei der Bundeswehr. Abschließend begann er ein Lehramtsstudium der Anglistik und der Philosophie an der Universität Düsseldorf, welches er jedoch nicht beendete. Stattdessen absolvierte Scheelen eine Fortbildung zum geprüften Pharmareferenten. Zuletzt war er als Bereichsleiter Westfalen für die Lundbeck Arzneimittel GmbH tätig.
Er ist seit 2006 „Doctor humoris causa“ der Krefelder Karnevalsgesellschaft „Uzvögel“.
Bernd Scheelen ist seit 1969 verheiratet und hat drei Kinder.

## Partei
Scheelen ist seit 1972 Mitglied der SPD und war bis 2012 Vorsitzender des SPD-Unterbezirks Krefeld.

## Abgeordneter
Seit 1979 ist Scheelen Ratsherr in Krefeld.
Seit 1994 war er Mitglied des Deutschen Bundestages. Hier war er seit Dezember 2002 Sprecher der Arbeitsgruppe „Kommunalpolitik“ der SPD-Bundestagsfraktion. Seit Dezember 2005 gehörte er außerdem dem SPD-Fraktionsvorstand an.
Bernd Scheelen ist 1998 als direkt gewählter Abgeordneter des Wahlkreises Krefeld und sonst stets über die Landesliste Nordrhein-Westfalen in den Bundestag eingezogen. Bei der Bundestagswahl 2013 entschied er sich, nach 19 Jahren im Bundestag, nicht mehr zur Wahl anzutreten.

## Öffentliche Ämter
Scheelen war von 1994 bis November 2009 Bürgermeister der Stadt Krefeld.

## Ehrungen
- 2009: Verdienstkreuz am Bande der Bundesrepublik Deutschland